# Rimac Automobili
Rimac Automobili je hrvatska tvrtka za proizvodnju električkih vozila osnovana 2009. godine sa sjedištem u Svetoj Nedelji. Rimac Automobili je razvio i predstavio automobilski koncept električnog automobila Concept_One, koji je kasnije krenuo u serijsku proizvodnju. Prvi put je predstavljen svjetskoj javnosti 2011. godine na najvećoj svjetskoj izložbi automobila Internationale Automobil-Ausstellung u Frankfurtu.

## Povijest
Osnivač tvrtke Rimac Automobili je Mate Rimac, koji je pretvorio svoj stari BMW E30 u trkaće električko vozilo.
Prvi primjerak modela Concept_One isporučen je u siječnju 2013. godine španjolskom kupcu, tvrtki Applus+ IDIADA. Automobil je dovršen u četiri mjeseca, a cijena je nepoznata.
Svoj drugi komercijalni model Concept_One koji će biti proizveden u svega osam primjeraka, Rimac Automobili predstavili su na međunarodnom salonu automobila u Ženevi 1. ožujka 2016. godine.
14. svibnja 2019. objavljeno da je u sjedištu Rimac Automobila tvrtka Kia Motors, dio Hyundai Motor Group, potpisala ugovor o ulaganju u oko 600 milijuna kuna u Rimac Automobile. Razvijat će električni športski automobil sa središnje smještenim pogonom športske marke Hyundai N i hibridno vozilo visokih performanca s pogonom na vodik i električni pogon.

## Proizvodi
- Concept_One
- Concept_S
- Rimac Nevera
- Volar-e
- Ampster
- Greyp G12
- Greyp G12S
- Rimac Nevera R

## Vanjske poveznice
- Službena stranica